# 사하라줄무늬족제비
사하라줄무늬족제비(Saharan striped polecat 또는 Saharan striped weasel, Ictonyx libycus)는 족제비과에 속하는 포유류의 일종이다. 리비아줄무늬족제비(Libyan striped weasel) 또는 북아프리카줄무늬족제비(North African striped weasel)로도 알려져 있다. 아프리카줄무늬족제비속의 일부 종으로 간주하기도 하며, 줄무늬족제비의 채색을 닮았다. 알제리와 차드, 이집트, 에티오피아, 리비아, 말리, 모리타니아, 모로코, 니제르, 나이지리아, 세네갈, 수단, 튀니지를 포함한 다양한 북아프리카 국가에서 발견된다. 건조한 지역에서 주로 발견되며, 솔 모양의 아주 작은 꼬리가 특징적이다.

## 아종
4종의 아종이 알려져 있다.
- Ictonyx libyca libyca
- Ictonyx libyca multivittata
- Ictonyx libyca oralis
- Ictonyx libyca rothschildi